# Ел Пасо (окръг, Колорадо)
Вижте пояснителната страница за други значения на Ел Пасо.
Окръг Ел Пасо (на английски: El Paso County) е окръг в щата Колорадо, Съединени американски щати. Площта му е 5517 km², а населението - 699 232 души (2017). Административен център е град Колорадо Спрингс.

## Градове
- Маниту Спрингс
- Монюмънт
- Палмър Лейк
- Фаунтин